# Sociedad Deportiva Gernika Club
La Sociedad Deportiva Gernika Club es un club de fútbol con sede en Guernica y Luno (Vizcaya) España. Fundado en el año 1922 se desempeña en el Segunda Federación, juega sus partidos en el Estadio Urbieta, con capacidad de 3000 espectadores.

## Datos del club
- Temporadas en 2ªB: 12
- Temporadas en 2ª RFEF: 4 (Actualidad)
- Temporadas en 3.ª: 35
- Mejor puesto en la liga: 1º (Tercera División, Grupo IV, temporada 2020/21)

### Categorías del Gernika Club
- 1928-1974: Categorías regionales.
- 1974-1995: 3ª División.
- 1995-1996: 2ªB.
- 1996-1997: 3ª División.
- 1997-2003: 2ªB.
- 2003-2015: 3ª División.
- 2015-2019: 2ªB.
- 2019-2021: 3ª División.
- 2021-         : 2ª RFEF.

## Palmarés
- Trofeo Ategorri: (3) 1974, 1978, 1981.
- Tercera División: (1) 2021.

## Otros estadios
- Campo de Zubigorri (1923-1934)
- Campo de Zubikoa (1942-1954)
- Campo de Santa Lucía/Lurgorri (1954-2005)
- Campo Municipal de Urbieta (2005-)